# کریستین لوکنبیل
کریستین لوکنبیل (انگلیسی: Kristin Luckenbill؛ زادهٔ ۲۸ مهٔ ۱۹۷۹) بازیکن فوتبال اهل ایالات متحده آمریکا بود.
از باشگاه‌هایی که در آن بازی کرده‌است می‌توان به بوستون بریکرز و اسکای بلو اف‌سی اشاره کرد.
وی در مسابقات کشوری و بین‌المللی در مجموع برندهٔ ۱ مدال طلا شده‌است.